# The Streamer Awards
kö9öjöj8öj89j89j8j89öj9ö8jö9jö9ju9öj9öj89öj89öj89öj89j